# Andira marauensis
Andira marauensis är en ärtväxtart som beskrevs av Nilza Fischer de Mattos. Andira marauensis ingår i släktet Andira och familjen ärtväxter. Inga underarter finns listade i Catalogue of Life.